# جونجی ساتو
جونجی ساتو (انگلیسی: Junji Sato؛ زادهٔ ۴ فوریهٔ ۱۹۷۵) بازیکن فوتبال اهل ژاپن است.